# Saint-Siméon-de-Bressieux
Saint-Siméon-de-Bressieux este o comună în departamentul Isère din sud-estul Franței. În 2009 avea o populație de 2.771 de locuitori.

## Evoluția populației
| An        | 1975  | 1982  | 1990  | 1999  | 2006  | 2009  |
| --------- | ----- | ----- | ----- | ----- | ----- | ----- |
| Populație | 2.527 | 2.600 | 2.437 | 2.498 | 2.710 | 2.771 |